# Bittersweet White Light
Bittersweet White Light — девятый студийный альбом американской певицы и актрисы Шер, выпущенный в апреле 1973 года на лейбле MCA Records. Это последний альбом Шер, продюсером которого выступит её бывший муж Сонни Боно. Хотя большинство поклонников считают этот альбом её лучшим в плане вокала, Bittersweet White Light, состоящий из американской поп-классики, стал первым коммерческим провалом Шер в 70-х.

## Об альбоме
После успешных выступлений Шер с песнями «My Funny Valentine» и «What a Difference a Day Makes» на The Sonny & Cher Comedy Hour, Боно решил, что Шер должна записать альбом современных записей американской классики 20-х, 30-х, 40-х годов.
Bittersweet White Light состоит из оркестрованных классических хитов с новыми аранжировками. Боно начинал работать в музыкальном бизнесе с продюсером легендарной Стены звука Филом Спектором и этот альбом вдохновлен именно им. На альбоме представлены песни в широком диапазоне: от «How Long Has This Been Going On?» и «The Man I Love» Гершвина до «The Man That Got Away» Джуди Гарленд и «I Got It Bad (and That Ain’t Good)» Дюка Эллингтона. Рекламная кампания альбома сосредоточилась вокруг её успешного шоу The Sonny & Cher Comedy Hour. Название альбома возникло из постановки её выступлений с такими песнями на шоу — Шер пела на фоне яркого света прожектора. Альбом также стал первым для Шер, в котором были использованы смикшированные треки: «Jolson Medley», «How Long Has This Been Going On» с «The Man I Love» и «Why Was I Born» с «The Man That Got Away». Позже такой приём будет использован в её альбомах Take Me Home и Prisoner.
Bittersweet White Light был переиздан на CD в 1999-м году под названием Bittersweet: The Love Songs Collection с балладами из других альбомов Шер: Gypsys, Tramps & Thieves, Half-Breed и Dark Lady.

## Отзывы критиков
Bittersweet White Light получил смешанные отзывы критиков. Rolling Stone сказали об альбоме: «Он полностью состоит из баллад стандартов Керна, Гершвина и т. д. и не может не радовать ТВ-поклонников артиста.»

## Синглы и коммерческий успех
Bittersweet White Light стал её первым коммерческим провалом в 70-х. Альбом занял лишь 140-ю позицию в Billboard 200. Альбом, в отличие от предыдущих альбомов, не попал ни в канадский, ни в европейские чарты. Из-за слабого успеха альбома, лишь один сингл с альбома был выпущен — Am I Blue. Но и он провалился, не попав в Billboard Hot 100, достигнув лишь 11-го места Bubbling Under Hot 100 Singles (эквивалентно № 111 относительно Billboard Hot 100).

## Список композиций
| №  | Название                           | Автор(ы)                             | Длительность |
| -- | ---------------------------------- | ------------------------------------ | ------------ |
| 1. | «By Myself»                        | Arthur Schwartz, Howard Dietz        | 3:24         |
| 2. | «I Got It Bad and That Ain't Good» | Duke Ellington, Paul Francis Webster | 3:47         |
| 3. | «Am I Blue?»                       | Grant Clarke, Harry Akst             | 3:43         |
| 4. | «How Long Has This Been Going On»  | George Gershwin, Ira Gershwin        | 4:20         |
| 5. | «The Man I Love»                   | George Gershwin, Ira Gershwin        | 4:27         |

| №  | Название                | Автор(ы) | Длительность |
| -- | ----------------------- | --- | ------------ |
| 1. | «Jolson Medley»         | Al Jolson, Lew Brown, Buddy DeSylva, Walter Donaldson, Ray Henderson, Sam M. Lewis, Jean Schwartz, Joe Young | 4:12         |
| 2. | «More Than You Know»    | Vincent Youmans, Billy Rose, Edward Eliscu                                                                   | 3:41         |
| 3. | «Why Was I Born»        | Jerome Kern, Oscar Hammerstein II,                                                                           | 2:45         |
| 4. | «The Man That Got Away» | Harold Arlen, George Gershwin                                                                                | 4:13         |

Дополнительные примечания
- «Jolson Medley» — это попурри из песен «Sonny Boy», «My Mammy» и «Rock-a-Bye Your Baby with a Dixie Melody».

## Над альбомом работали
- Шер — вокал
- Сонни Боно — музыкальный продюсер
- Джефф Поркаро — ударные
- Дин Паркс — гитара
- Дэвид Пейч — клавишные
- Джо Семпл — клавишные
- Тед Дейл — клавишные
- Ленни Робертс — звукорежиссёр

## Чарты
| Чарт (1973)                 | Высшая позиция |
| --------------------------- | -------------- |
| United States Billboard 200 | 140            |